# Langue étrangère
Langue étrangère is een Frans-Duits-Belgische tragikomische film uit 2024, geregisseerd door Claire Burger en geschreven door Burger en Léa Mysius.

## Verhaal
Fanny is een vijftienjarig meisje uit Straatsburg dat zich geïsoleerd en timide voelt. Ze gaat naar Duitsland voor een taalprogramma en ontmoet in Leipzig haar penvriendin Lena. Ondanks hun aanvankelijke twijfels ontwikkelen ze een vriendschap en Fanny voelt zich aangetrokken tot de politiek actieve Lena. Ze verteld een fictief levensverhaal om indruk te maken op haar Duitse vriendin, maar raakt al snel verstrikt in haar eigen leugens.

## Rolverdeling
| Acteur             | Personage |
| ------------------ | --------- |
| Lilith Grasmug     | Fanny     |
| Josefa Heinsius    | Lena      |
| Nina Hoss          |           |
| Chiara Mastroianni |           |
| Jalal Altawil      |           |
| Robert Gwisdek     |           |
| Yuri Völsch        |           |
| Christa Rockstroh  |           |
| Hermann Beyer      |           |
| Prune De Moya      | leerling  |
| Raffaela Lanci     | Raffaela  |
| Anna Hedderich     | Justine   |

## Productie
De film werd geproduceerd door Marie-Ange Luciani voor Les Films de Pierre, in coproductie met Arte France Cinéma, Razor Film Produktion (Duitsland) en Les Films du Fleuve (België) van de gebroeders Dardenne.
De filmopnames gingen van start op 21 maart 2023 in Leipzig en Straatsburg. Het filmen eindigde op 6 mei 2023 met filmlocaties in de regio's Grand Est in Frankrijk en Saksen in Duitsland.

## Release
Langue étrangère ging op 19 februari 2024 in première op het Internationaal filmfestival van Berlijn in de competitie voor de Gouden Beer.

## Prijzen en nominaties
De belangrijkste:
| Jaar | Prijs                                   | Categorie   | Genomineerde(n) | Uitslag     |
| ---- | --------------------------------------- | ----------- | --------------- | ----------- |
| 2024 | Internationaal filmfestival van Berlijn | Gouden Beer | Claire Burger   | Genomineerd |